# Raión de Zbarazh
Zbárazh (en ucraniano: Зба́разький райо́н) fue un raión o distrito de Ucrania en el óblast de Ternópil. En la reforma territorial de 2020, su territorio fue repartido entre el raión de Krémenets (mitad septentrional) y el raión de Ternópil (mitad meridional).
Comprendía una superficie de 863 km².
La capital era la ciudad de Zbárazh.

## Demografía
Según estimación 2010 contaba con una población total de 58831 habitantes.

## Otros datos
El código KOATUU es 6122400000. El código postal 47300 y el prefijo telefónico +380 3550.